# 森迪普·考舍尔
森迪普·考舍尔（1994年—），印度喜马偕尔邦人，外交官，现任印度驻曼德勒总领事。

## 经历
1994年，森迪普·考舍尔生於印度喜马偕尔邦赫米爾布爾縣，父親也爲印度外交部門工作。考舍尔的初中教育在德里完成，高中教育在香港完成，随后被德里印度理工学院录取，並在這裏获得了土木工程学士学位。
2017年，考舍尔加入印度外事服务部。加入外事服務后，他曾短暂在外交部的西亚和北非部门工作。随后，2018年8月至2020年5月，他被派往印度驻开罗大使馆担任三等秘书。在任职期间，他在开罗美国大学学习阿拉伯语。从2020年7月至2023年7月，他被派往印度驻利雅得大使馆担任二等政治秘书。在任职期间，他还同时兼任了六个月的使館馆长职务。他于2023年8月3日出任印度驻曼德勒总领事。

## 個人生活
考舍尔熱愛閱讀，會說印地語、英語和阿拉伯語。考舍尔的妻子是與他同一批次進入印度外事服務部的官員。